# Nikola Šuhaj

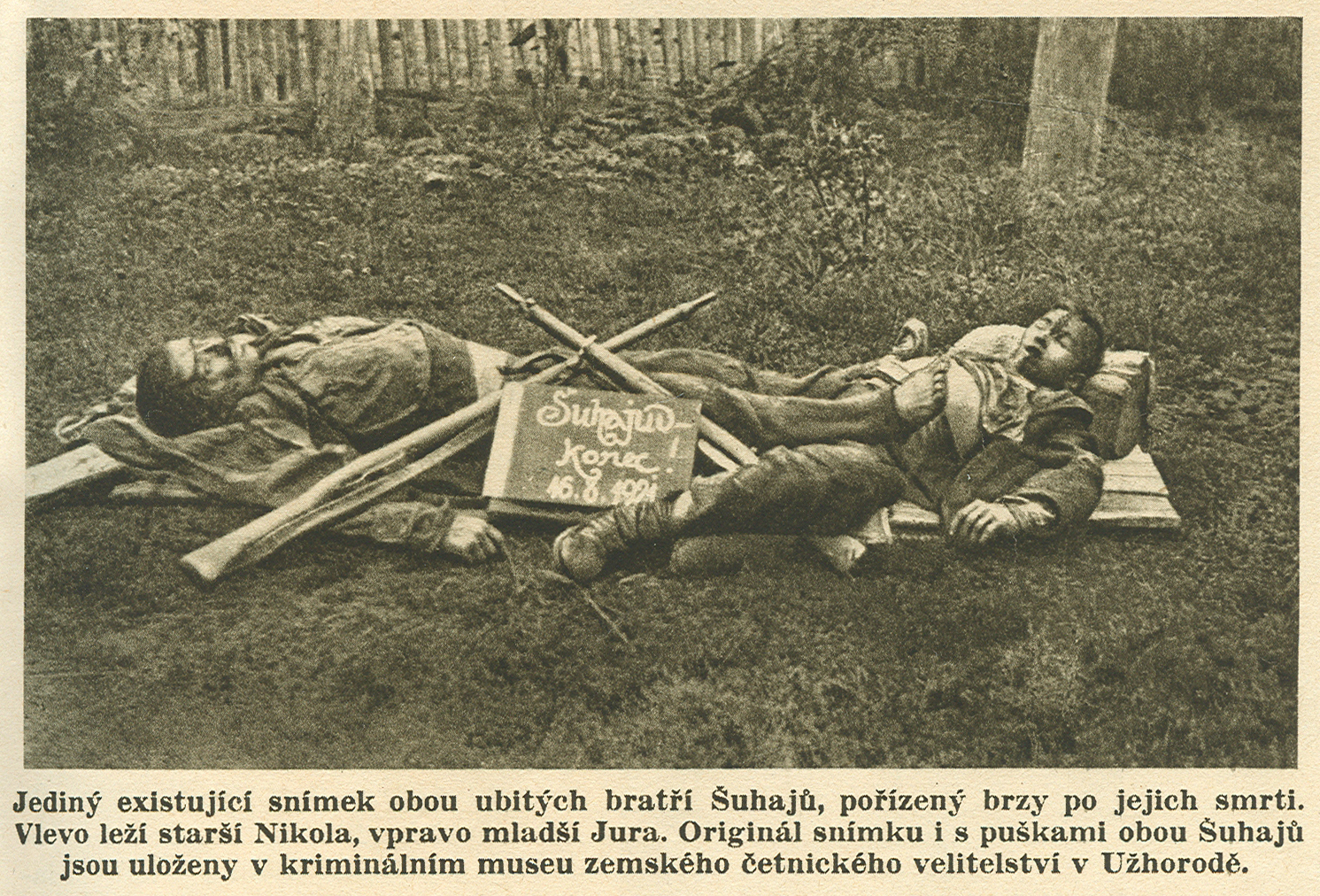
Zeitungsfoto der getöteten Brüder Nikola und Jura Šuhaj, Pestrý týden 1921

Nikola Šuhaj (Микола Петрович Сюгай, * 3. April 1898 in Nižní Koločava, heute Ukraine; † 16. August 1921 auf der Polonina Žalopka) war ein Räuber aus der Karpatoukraine. Bekannt ist er vor allem als Titelheld im Roman Der Räuber Nikola Šuhaj des tschechischen Schriftstellers Ivan Olbracht.

## Leben
Nikola Šuhaj wurde als Sohn des Holzfällers und Kleinbauern Pedro Šuhaj in Koločava in der damals zu Österreich-Ungarn gehörenden Karpatoukraine geboren und wuchs bei seiner Familie auf. 1917 wurde er zum Militär einberufen, er desertierte jedoch zweimal von seinem in Ungarn stationierten 85. Regiment und flüchtete in seine Heimat. Bei seiner zweiten Flucht wurde er von Polizisten seines Heimatorts entdeckt. Er erschoss zwei seiner Verfolger und musste sich bis zum Kriegsende in den Wäldern verbergen. Nachdem die Ungarn bei Kriegsende aus Koločava flüchteten, verließ er sein Versteck und kehrte in sein Dorf zurück, das nun zur Tschechoslowakei gehörte. Er heiratete seine Jugendliebe Eržika Dračová und führte zunächst anderthalb Jahre lang das Leben eines Bauern.

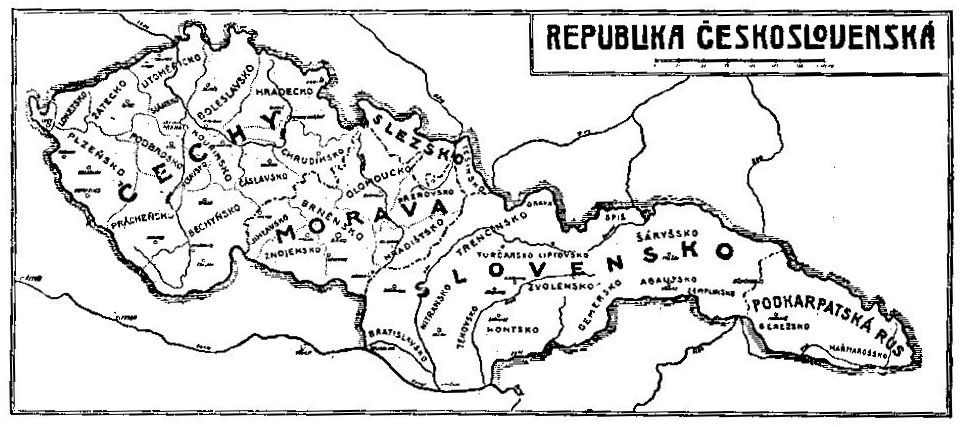
Die Karpato-Ukraine im Osten der Tschechoslowakei: Nikola Šuhaj stammte aus der Region Mižhira

Aus Not wurde Nikola Šuhaj 1920 zum Räuber. Zunächst stahl er Schäfern, die in der Nähe seines Dorfs ihre Bergweide hatten, zwei Fässer Käse. Obwohl er sich mit einem Tuch maskiert hatte, wurde er erkannt und zwei Tage später verhaftet. Da ihn die Polizisten nicht sofort in den nächstgrößeren Ort Volovec bringen konnten, fesselten sie ihn in ihrem Dienstraum an eine Nähmaschine. Seine Frau Eržika brachte ihm Essen, nach drei Tagen verhalf sie ihm zur Flucht. Später behauptete sie vor einem Gericht, das das Verhalten der Polizei untersuchen sollte, sie habe ihr ganzes Vieh verkauft, um den Hilfspolizisten zu bestechen. Das Gericht schenkte ihr jedoch keinen Glauben. Ein Polizist, der die beiden suchen sollte, spürte sie auf und schoss irrtümlich auf seine Frau, die deshalb später eine Fehlgeburt erlitt. Daraufhin erschoss Šuhaj den Polizisten. Nun war ihm die Rückkehr in ein bürgerliches Leben unmöglich geworden. 
Er sammelte eine Bande von etwa 10  Männern um sich, die Postkutschen, Wagen, die zum Markt in Chust fuhren und Wanderer überfiel und beraubte. In der Region wurden zur selben Zeit viele Raubmorde verübt, die ihm ebenfalls zugeschrieben wurden, hierbei konnte ihm aber keine Täterschaft nachgewiesen werden. Weil Šuhaj und seine Bande nur wohlhabende Menschen überfielen und Teile ihrer Beute unter den Armen verteilten, auch, um kleinere Schulden zu bezahlen, wurde er schnell zum Volkshelden. Arbeiter in Chust trugen bei einem wilden Streik ein Transparent: "Nikola Šuhaj führt uns!" Die tschechoslowakische Polizei wurde zunehmend nervös, weil es ihr nicht gelang, ihm das Handwerk zu legen. Die Polizeistation in Koločava wurde auf 40 Mann aufgestockt, mit Verhaftungen und Prügel versuchte sie, den Dorfbewohnern Informationen über sein Versteck zu entlocken. Die Hütten von Šuhajs Vater und seinen Schwiegereltern wurden angezündet, sein Vater floh nach Rumänien, sein jüngerer Bruder schloss sich der Räuberbande an. Auf Šuhajs Ergreifung wurde eine Belohnung von 3000 Kronen ausgesetzt. 
Im August 1921 wurden sie schließlich durch Verrat aufgespürt. Vor der Berghütte, in der sie sich versteckten, kam es zu einer Schießerei, bei der Nikola Šuhaj schwer verwundet wurde. Ein Polizist, nach späterer Behauptung von Šuhajs Frau Eržika ihr Geliebter, wurde erschossen, die Šuhajs konnten jedoch noch einmal fliehen. Drei Tage später, am 16. August 1921, wurden Nikola Šuhaj und sein Bruder von drei Mitgliedern ihrer Bande, die sich die Belohnung sichern wollten, mit Beilen erschlagen. Die herbeigerufenen Polizisten durchsiebten ihre Leichen mit Kugeln und meldeten ihren Vorgesetzten, sie hätten die Šuhajs aufgespürt und bei einem Feuergefecht erschossen. Weil sich Šuhajs Kumpane aber ihre Belohnung holen wollten, flog der Schwindel auf. Weil sie dem Toten 6600 Kronen abgenommen haben sollen, wurden sie vor dem Kreisgericht in Chust des Raubmords angeklagt, mit Hinweis auf die Gefährlichkeit Šuhajs und ihre geringen geistigen Fähigkeiten  aber nach elfmonatiger Untersuchungshaft freigesprochen. Gegen die beteiligten Polizisten wurde wegen der Falschmeldung von Šuhajs Tod bei einem Feuergefecht und ihrem Verhalten in Koločava, ihnen wurde Brandstiftung und Bestechlichkeit vorgeworfen, ein Disziplinarverfahren in Užhorod eröffnet. Es wurde jedoch nur der Chef der Polizeiwache von Koločava zu einer Disziplinarstrafe verurteilt und aus dem Dienst entlassen.

## Legenden
Um Nikola Šuhajs Leben und Tod rankten sich schnell Legenden. Es hieß, er habe die Kugeln der Polizei mit einer grünen Zaubergerte abgewehrt, seine Zauberflinte mit einem eingeritzten Kreuz habe ihr Ziel nie verfehlt. Auch sei er unverwundbar gewesen: Er sei mit einem Freund in Russland im Krieg desertiert und ins Haus einer Hexe geflüchtet, die ihn und seinen Freund mit ihren beiden Töchtern verheiraten wollte und ihnen einen Zaubertrank zubereitete, um sie vor den Gefahren des Krieges zu schützen. Als die Deserteure jedoch merkten, dass sie es mit einer Hexe zu tun hatten, erschlugen sie die Frau und flohen. Auf der Flucht hätten sie aufeinander geschossen, um sich zu verwunden und dadurch kriegsuntauglich zu werden, dabei hätten sie festgestellt, dass der Zaubertrank sie unverwundbar gemacht hatte. Auch Lieder über Šuhaj, meist einstrophig und im Wechsel mit der Hirtenpfeife, wurden von den Hirten auf den Bergwiesen gesungen:
"Der Kuckuck hat gerufen, auf dürres Holz gesetzt. Getötet haben sie  Suchaj, schwer sind die Tage jetzt.
Erzica wurde Witwe, verwaist das Kindelein, die kühle Erde, Nikola, die ließen sie Dir allein."
Der Kuckuck galt bei den heidnischen Slawen als Zufluchtsort der verstorbenen Seelen.  
Bei den Ukrainern seiner Heimat galt Šuhaj als Nachfolger der legendären opryschky, Banditen, die aus Freiheitsliebe in die Berge und Wälder flohen, die Reichen bestahlen und ihre Beute an die Armen verteilten. Ihr berühmtester Vertreter war Oleksa Dovbuš, der  in der Mitte des 18. Jahrhunderts in den Karpaten lebte. Die ukrainische Sprache grenzt sie, ähnlich wie die Briganten im Italienischen, von Räubern, die nur auf Beute ausgehen, ab. 

## Rezeption
In der Tschechoslowakei erregten Šuhajs Taten großes Aufsehen. Der Schriftsteller und Journalist Ivan Olbracht verfasste zwei Bücher über ihn, die nicht ins Ukrainische übersetzt werden durften und als Lektüre an den Mittelschulen verboten wurden. Milan Uhde, Unterzeichner der Charta 77 und nach der "samtenen Revolution" 1990 tschechischer Kulturminister, verfasste 1975 ein Drama über sein Leben: "Balada pro banditu", das 1978 verfilmt wurde. In Brno (Brünn) wurde 2002 das von Petr Ulrych und Stanislaw Mosa verfasste Musical "Koločava" über sein Leben aufgeführt.